# Grotte de Cavallone
La grotte de Cavallone (en italien : Grotta del Cavallone ou Grotta della Figlia di Jorio) est une grotte karstique d'intérêt spéléologique dans le parc national de la Majella, sur le territoire des communes de Lama dei Peligni et Taranta Peligna (province de chieti), dans les Abruzzes,.

## Description

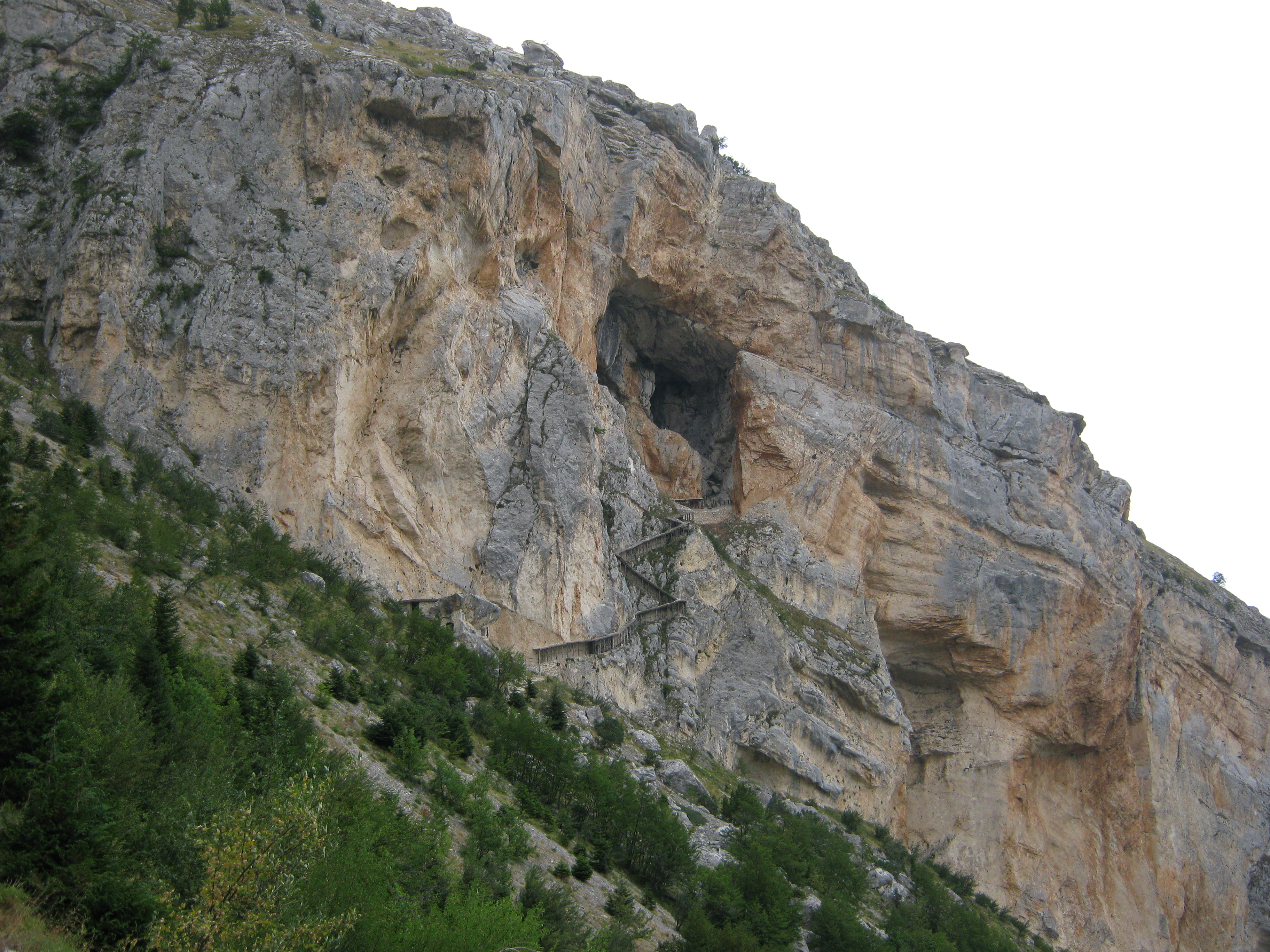
Entrée de la grotte.

La grotte est accessible par le téléphérique. La grotte à son point culminant  à 1 475 m d'altitude, ce qui la place parmi les grottes visitables les plus hautes d'Europe. La grotte mesure de 10 à 20 m de large et presque la même hauteur partout.
Le parcours à l'intérieur de la grotte serpente sur plus de deux kilomètres, avec la possibilité de traverser différentes salles, notamment la première à 1 360 m où se trouvent de nombreuses stalactites et stalagmites, des concrétions diverses comme des planchers stalagmitiques et des bassins de gours. Elle est peuplée de chauves-souris et se caractérise par une température interne constante de 10 °C.

## Découverte
On suppose qu'elle était déjà connue des bergers locaux.
La première trace d'une exploration date de 1666, date gravée dans la pierre de l'entrée avec d'autres inscriptions. En 1704, elle est explorée par le docteur Jacinto de Simonibus  et, en 1705, elle est citée dans un ouvrage du physicien napolitain Felice Stocchetti. Elle sera visitée de nombreuses fois jusqu'à la Seconde Guerre mondiale pendant laquelle elle servit d'abri à la population. Elle fait ensuite l'objet de nouvelles explorations par les spéléologues à partir des années 1950, qui conduisent à la découverte de nouvelles cavités. En 1978, le télésiège Colle Rotondo-Cavallone a été construit pour permettre son accès. 
La grotte est connue dans la littérature théâtrale pour avoir été le théâtre de la tragédie pastorale La Figlia di Iorio, écrite par Gabriele D'Annunzio en 1903, bien que l'auteur ne l'ait jamais visitée.

## Galerie

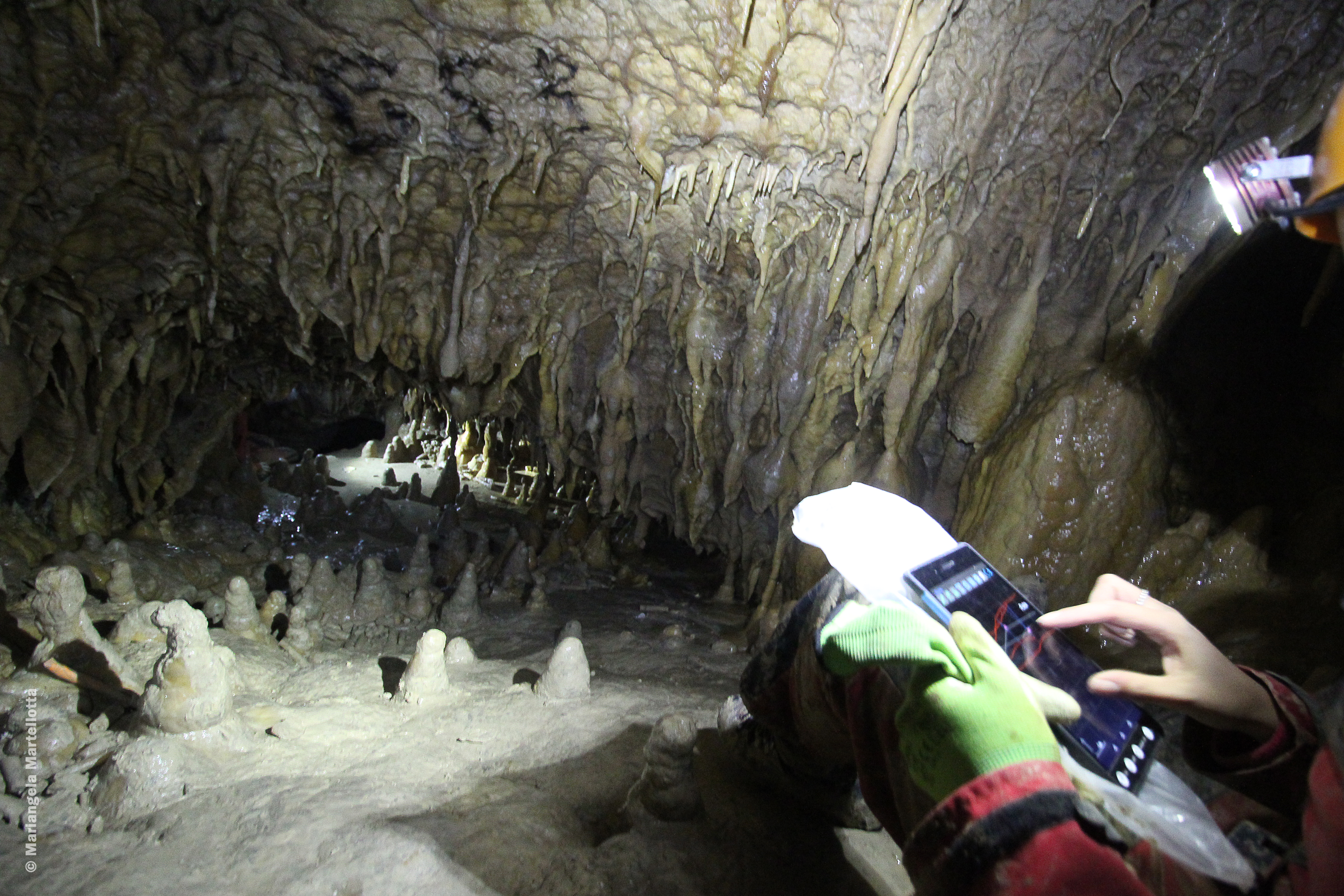
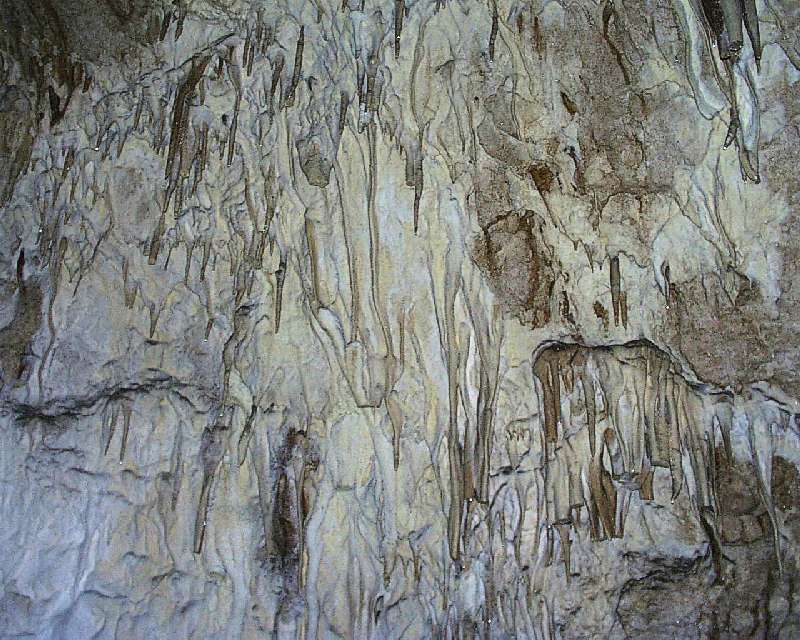